# Szügy, Nógrád
Szügy (în slovacă Sudice) este un sat în districtul Balassagyarmat, județul Nógrád, Ungaria, având o populație de 1.443 de locuitori (2011).

## Demografie
Componența etnică a satului Szügy
     Maghiari (86,83%)
     Slovaci (6,97%)
     Romi (5,78%)
     Necunoscut (0,21%)
     Germani (0,21%)
     Alții (0,21%)
Componența confesională a satului Szügy
     Romano-catolici (46,5%)
     Luterani (26,26%)
     Fără religie (4,37%)
     Reformați (1,04%)
     Necunoscută (21,34%)
     Atei (0,49%)
     Alte religii (1,87%)
Conform recensământului din 2011, satul Szügy avea 1.443 de locuitori. Din punct de vedere etnic, majoritatea locuitorilor (86,83%) erau maghiari, existând și minorități de slovaci (6,97%) și romi (5,78%). Apartenența etnică nu este cunoscută în cazul a 0,21% din locuitori. Nu există o religie majoritară, locuitorii fiind romano-catolici (46,5%), luterani (26,26%), persoane fără religie (4,37%) și reformați (1,04%). Pentru 21,34% din locuitori nu este cunoscută apartenența confesională.